# جان پیرز
 جان پیرز (انگلیسی: John Peers؛ زادهٔ ۲۵ ژوئیهٔ ۱۹۸۸) یک تنیس‌باز اهل استرالیا است.